# Миллс, Мэдисон
Мэдисон Миллс (англ. Madison Mills; 15 октября 1810, Катарин, Тайога, Нью-Йорк, США — 28 апреля 1873, Нью-Йорк, там же) — американский военный деятель, хирург, бригадный генерал Армии США, начальник медицинской службы Теннессийской армии генерала Улисса Гранта (1863).

## Биография
Мэдисон Миллс родился 15 октября 1810 года в Катарине, округ Тайога, штат Нью-Йорк. Родители: Джордж Миллс (1765—1858) и Дженни Мёрфи (ум. 1825).

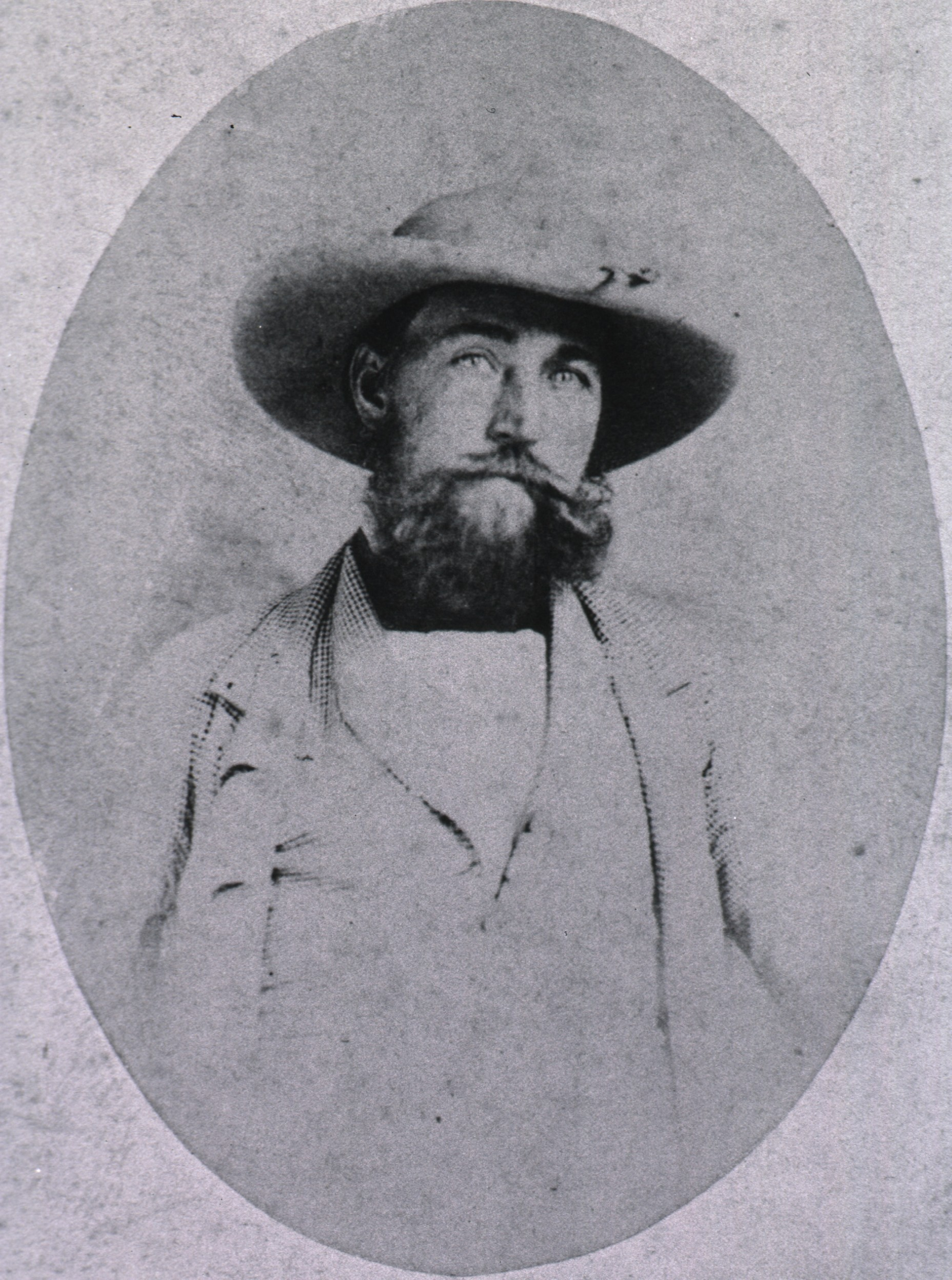
Мэдисон Миллс

1 апреля 1834 года в качестве ассистента хирурга вступил в Армию США. Служил в гарнизонах фортов Армистед (апрель 1834—июль 1835) и Митчелл (июль 1835—август 1836), штат Флорида. До апреля 1837 года кочевал с индейцами, после чего командирован в распоряжение Драгунского полка и до апреля 1839 года служил в гарнизоне форта Гибсон, Нация Чикасо (индейская территория). Принял участие в семинольской войне во Флориде. Затем служил в гарнизонах фортов Брэди, штат Мичиган (сентябрь 1840—октябрь 1841), и Ниагара, штат Нью-Йорк (октябрь 1841—август 1845), пока не отбыл в Техас.
16 февраля 1847 года назначен на должность главного хирурга. Участвовал в мексиканской войне: работал в госпитале 5-го пехотного полка в Корпус-Кристи, штат Техас, откуда в составе войск под командованием генерала Закари Тейлора дошёл до Рио-Гранде. Принимал раненых после сражения при Пало-Альто: солдаты по большей части умирали от болезней, а не от боевых ран, в связи с чем Миллс разработал особые правила поведения в армейском лагере — сжигать или закапывать отходы, отгонять москитов, мыться как можно чаще, причём ниже по течению реки от места забора питьевой воды. Позже возглавлял госпиталь в Пуэбле, которая была осаждена войсками Санта-Анны. Так как гарнизон составлял всего восемь сотен человек, из полторы тысяч больных Миллс отобрал тех, кто был в состоянии держать оружие и организовал из них ополчение, внёсшее значительный вклад в защиту города. Оставил военный дневник, в котором описал также и мексиканские пейзажи.
После мексиканской войны служил в 3-м пехотном полку, а затем — в гарнизоне форта Ливенворт (январь 1850—май 1855). В 1854 году стал членом Ассоциации города Пауни, участвовал в организации Территории Канзас. Затем служил в гарнизоне форта Коламбус в нью-йоркской бухте (май 1855—май 1857). В 1858 году принял участие в ютской экспедиции против мормонов, заняв пост начальника медицинской службы Департамента Юта, на котором пробыл до начала Гражданской войны. Некоторое время прослужил в гарнизоне форта Ливенворт, а в августе 1860 года возглавил госпиталь форта Райли, штат Канзас. В сентябре 1861 года был директором госпиталя в Сент-Луисе, штат Миссури, а затем до марта 1853 года занимал пост начальника медицинской службы Департамента Миссури. Переписывался с президентом Авраамом Линкольном, предлагал идеи по реорганизации армейской медицинской службы.

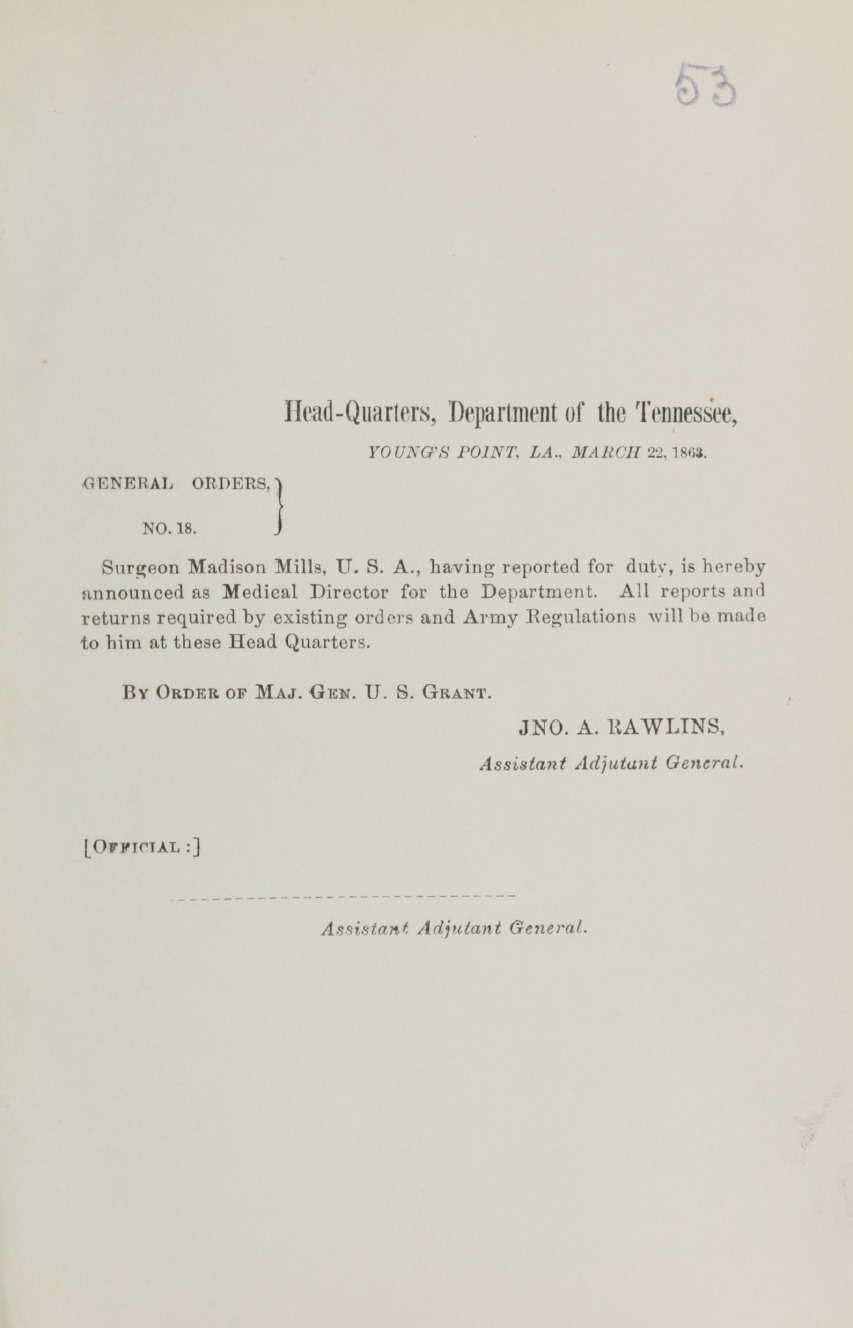
Приказ о Миллсе

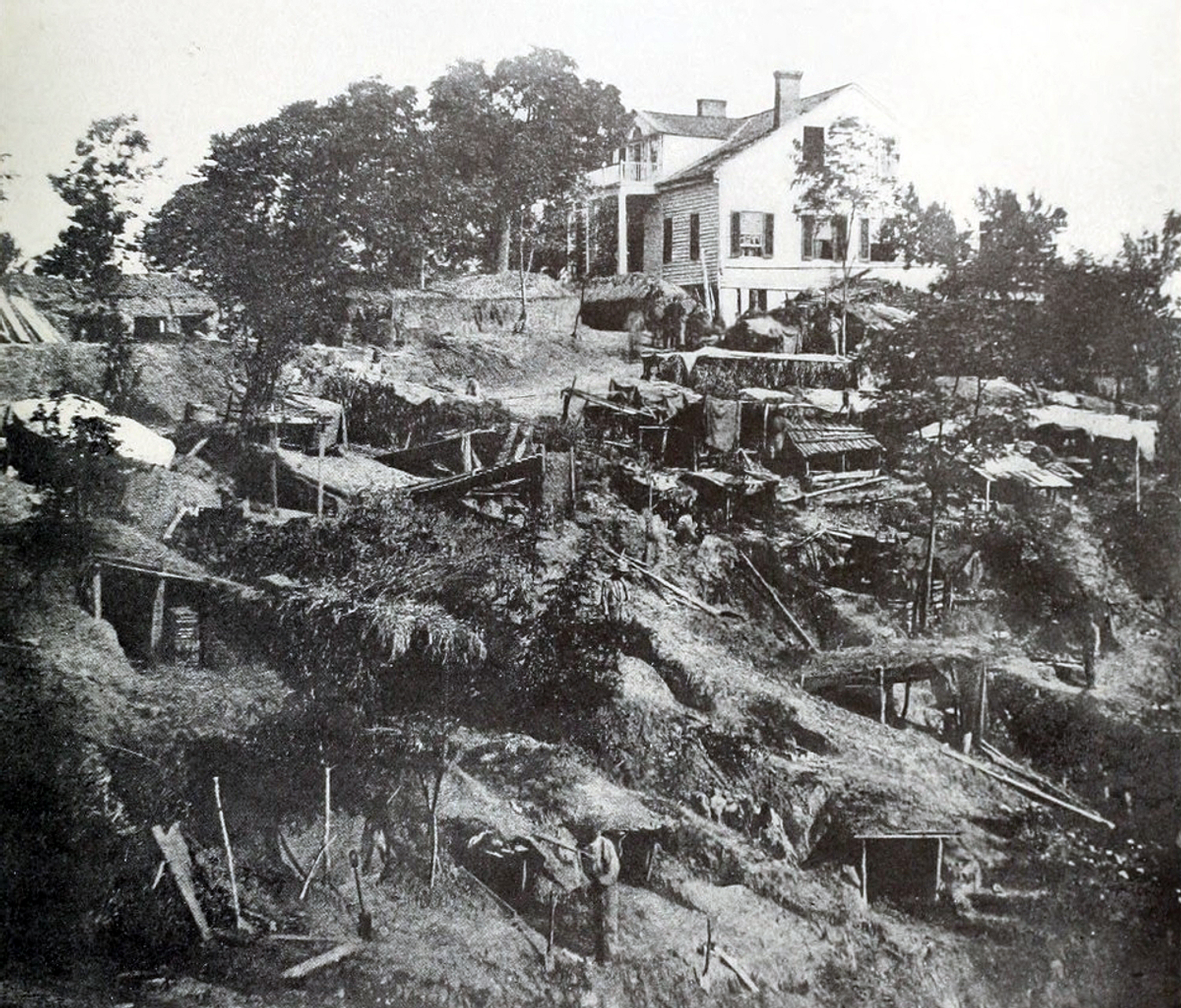
Осаждённый Виксберг

Приблизительно в марте 1863 года, во время Виксбергской кампании, генерал Улисс Грант принял решение о создании в своей Теннессийской армии Корпуса скорой помощи, по примеру и опыту чрезвычайно эффективной медицинской службы IV корпуса генерал-майора Уильям Текумсе Шермана. После этого, 22 марта того же года по решению Гранта и приказу его адъютанта Джона Роулинса Миллс стал начальником медицинской службы в штабе Теннесийской армии. Он создал систему полевых госпиталей и лагерей реабилитации, что было продиктовано желанием Гранта спасти и сохранить в своём распоряжении как можно больше больных и раненых, своих солдат. В каждом полку был создан собственный госпиталь для лёгкораненых и не очень тяжелобольных. Солдаты, выздоровление которых длилось больше ожидаемого, и те кто уже не мог оправиться от ран, эвакуировались из района Виксберга на госпитальных судах в Мемфис, штат Теннесси. Ожидающие эвакуации пациенты временно размещались в госпиталях, располагавшихся около Виксберга и преобразованных в единую систему. Эвакуацию затрудняли грязные дороги и паводки, ощущалась сильная нехватка самых элементарных вещей, в том числе лекарств и бинтов, которые Миллс был вынужден доставать в аптеках селений, через которые проходили войска. Также он регулярно готовил сводки погоды, которая в то время считалась важным фактором, влияющим на течение болезней. Работа Миллса осложнялась тем, что Грант бросил все силы на взятие Виксберга и некоторые части армии Союза, с боями продвигавшиеся по сельской местности по обе стороны от реки Миссисипи, не пытались захватить вражескую территорию, оставив позади более 2 тысяч раненых, хотя Грант прилагал все усилия для исправления такого положения. Вместе с тем, на медслужбу Миллса легли также обязанности по медицинскому наблюдению и лечению около 6—7 тысяч захваченных в плен солдат армии конфедератов. Во время Чаттанугской кампании к имеющимся проблемам, помимо неудобств гористой местности и плохого коммуникационного сообщения, добавился и голод. Преемник Миллса, хирург Гловер Перин, заступивший на пост до битвы при Чикамоге, воспользовался его опытом, но также и провел реорганизацию служб скорой помощи. За свою работу Миллс заслужил особую благодарность от генерала Гранта.

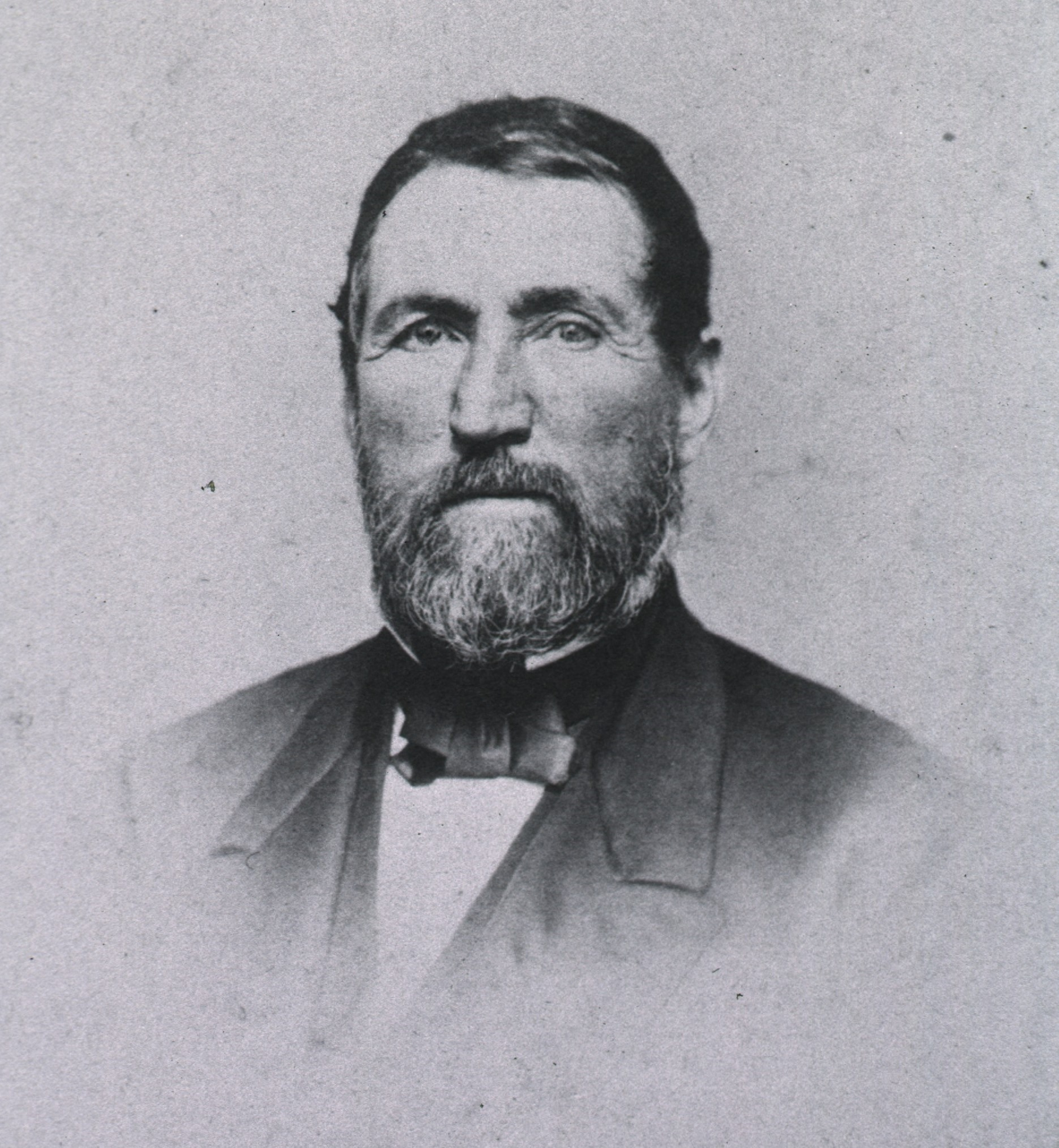
Мэдисон Миллс

29 ноября 1864 года «за заслуги при осаде Виксберга» был временно повышен в звании до подполковника, а затем — до полковника. 1 декабря того же года занял должность медицинского генерал-инспектора, сменив Джозефа Барнса. 13 марта 1865 года «за верную и похвальную службу» получил звание бригадного генерала. Работал в форте Ливенворт (октябрь 1865—февраль 1866), занимал должность начальника медицинской службы Департамента Миссури (февраль 1866—апрель 1871). В 1868 году во время индейских войн издал директиву для офицеров, в которой отметил важность сохранения останков, оружия и посуды индейцев, собрав таким образом в антропологических целях большую коллекцию черепов для Армейского медицинского музея. Позже данные артефакты были переданы в коллекцию Смитсоновского института и Национального музея американских индейцев, некоторые из них возвращены коренным американцам. Был профессиональным и опытным хирургом, работал до последних дней.
Мэдисон Миллс скончался 28 апреля 1873 года после 39 лет военной службы от перитифлита в форте Коламбус, штат Нью-Йорк. Некролог для журнала Американской медицинской ассоциации написал главный хирург Армии США Джозеф Барнс. Похоронен на кладбище Гроув в Трумэнсбурге, округ Томпкинс, штат Нью-Йорк.

## Личная жизнь
21 декабря 1840 года женился на Маргарет Хэлси (1817—1880) в Хэлсивилле, штат Нью-Йорк. Дочь — Клара Миллс (1851—1931), вышла замуж за Генри Гаррисона Чейза Данвуди (1842—1933), выпускника Военной академии в Вест-Пойнте (1886), бригадного генерала Армии США. Внук Хэлси (1881—1952) — выпускник Вест-Пойнта (1905), полковник, участник Первой мировой войны. Правнук Гарольд Хэлси (1919—2015), выпускник Вест-Пойнта (1943), бригадный генерал, участник Второй мировой, корейской и вьетнамской войн, кавалер креста «За выдающиеся заслуги». Праправнучка Энн Элизабет (р. 1953) — генерал, первая женщина в военной истории США, достигшая четырёхзвёздного генеральского звания.